# Enfermedades de transmisión alimentaria
Una enfermedad transmitida por alimentos (ETA) es cualquier enfermedad causada por la ingestión de un alimento contaminado que provoca efectos nocivos en la salud del consumidor.

## Clasificación

### Infecciosas

#### Microbianas
Las ETA causadas por bacterias o virus que ingresan al organismo a través de los alimentos causan trastornos metabólicos en quien los consume, y una inflamación del tejido que recubre el tracto digestivo. El cuadro clínico varía dependiendo del patógeno específico; sin embargo, por lo general, se presentan síntomas gastrointestinales, como vómitos o diarrea. Dentro de esta categoría se pueden listar:
- Salmonella sp.: bacteria causante de la salmonelosis.
- Listeria monocytogenes: bacteria causante de la listeriosis.
- Escherichia coli, más específicamente, la cepa Escherichia coli O157:H7.
- Clostridium botulinum: causante del botulismo.

#### Parasitarias
Estas son provocadas por agentes que ingresan al organismo que están presentes en alimentos mal cocidos, muy comúnmente, productos cárnicos como la carne de res o la porcina; o por vegetales mal lavados que han estado en contacto con las heces de algún huésped infestado. Estos organismos solamente pueden desarrollarse en el interior de un hospedero; este tipo de patógenos pueden permanecer dentro del hospedero por periodos prolongados, y, si entran en el torrente sanguíneo, pueden trasladarse del tracto digestivo a otras partes del cuerpo. Algunos ejemplos son:
- Taenias como la lombriz solitaria
- Protozoos como la Giardia
- Nematodos como el Ascaris lumbricoides

#### Virales
Estas son causados por virus presentes en el alimento ingerido. Cabe destacar que existen muchas enfermedades zoonóticas que se originan por la ingestión de un animal infectado; por lo tanto, este tipo de enfermedades pueden ser listadas como enfermedades transmitidas por alimentos. Una de las características de las infecciones virales es que, en muchos casos, estos pueden ser contagiados de persona a persona, después de que una ha sido contagiada. Entre los más importantes se puede listar:

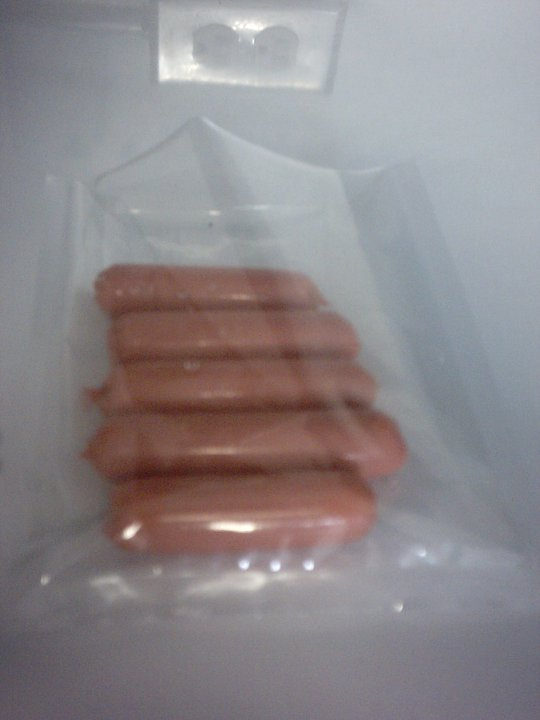
El porcentaje de nitritos añadidos a los embutidos como las salchichas son un punto crítico de control en el procesamiento. El exceso de esta sustancia por encima de los niveles aceptados puede ser causante de cáncer.

- Norovirus
- Hepatitis A
- Rotavirus

### Intoxicaciones alimentarias
Las intoxicaciones alimentarias son enfermedades causadas por la presencia de agentes químicos de origen sintético o natural en los alimentos ingeridos. Estos pueden ser residuos de químicos que se han empleado en algún tipo de tratamiento sobre el alimento, previo a su ingestión, que no han sido removidos adecuadamente; por ejemplo, plaguicidas (o pesticidas), jabones, ceras y nitritos (en embutidos).
También existen alimentos que naturalmente presentan ciertas sustancias químicas que son naturales o bien son residuos de su procesamiento; por ejemplo, muchos pescados de consumo diario presentan un cierto porcentaje de mercurio que debe ser controlado mediante análisis para evitar que se lleve a la venta pescados que tengan niveles inaceptables que puedan inducir el envenenamiento por mercurio; la mayoría de los tés posee una cierta cantidad de arsénico que, si no se controla, puede ser dañino para la salud del consumidor.

### Toxiinfecciones
Las enfermedades toxiinfecciosas son causadas por toxinas segregadas por organismos patógenos durante su desarrollo en el organismo del consumidor, o en los alimentos. Algunas bacterias elaboran enterotoxinas, como es el caso de Clostridium perfringens y Staphylococcus aureus. Además, algunos hongos producen micotoxinas.
Las micotoxinas son características de los granos y cereales, y, en grandes cantidades, pueden tener un efecto carcinógeno. Un ejemplo de este tipo de toxinas es la aflatoxina, que es producida por el hongo Aspergillus, y es muy común en granos como el arroz. La mayoría de los cereales, granos y frutas secas presentan un cierto nivel de aflatoxinas; sin embargo, los porcentajes no exceden de los rangos aceptados por la FDA. Muchos países exigen un análisis toxicológico de los granos que son importados para asegurar que los porcentajes de aflatoxinas presentes no excedan el límite aceptado.

## Factores de contaminación
Existen diversos factores que pueden hacer que un alimento se vuelva peligroso. Algunos de ellos son factores bastante evidentes y, en otros casos, pueden ser casi imperceptibles. A nivel industrial, cabe destacar:
- Falta de respeto de los tiempos y temperaturas de cocción.
- Falta de higiene del manipulador.
- Productos contaminados por contaminación cruzada.
- Mal almacenamiento del producto terminado o materias primas.
- Malas prácticas agrícolas.
- Falta de control microbiológico de las aguas de consumo.
- Ausencia de separación de área o superficies de trabajo (tablas de picar, mesas, utensilios, etc.).
- Mal lavado de las materias primas.
- Deficiencia en los procesos de limpieza y desinfección.
- Adulteración de las formulaciones del producto.
- Mal almacenamiento de las herramientas y sustancias de limpieza.

## Cuadro clínico
La mayoría de las ETA provocan cuadros clínicos que involucran trastornos gastrointestinales. En algunas enfermedades más específicas se presentan también otros síntomas tales como fiebre, fatiga, malestar general, deshidratación, desnutrición, dolor de cabeza, fallas renales y daños hepáticos. En las infecciones pueden aparecer inflamación de los tejidos.
Si la enfermedad es grave y no es tratada adecuadamente, puede atentar contra la vida del paciente.

### Período de incubación
El tiempo requerido para que los síntomas aparezcan después de ingerido el alimento contaminado depende del tipo de patógeno o cuantas veces consumas el alimento que se ha ingerido. El periodo de incubación del microorganismo puede ir de 1-2 horas después de ingerido el alimento, hasta 24 horas después.
El brote puede durar de 3 días hasta una semana, dependiendo de la enfermedad en sí. A continuación se presenta un cuadro con algunos de los patógenos más comunes, sus periodos de incubación, duración, fuentes y sintomatología.
| Enfermedad              | Clasificación | Síntomas                                                    | Incubación       | Duración | Origen                       |
| ----------------------- | ------------- | ----------------------------------------------------------- | ---------------- | -------- | ---------------------------- |
| Staphylococcus aureus   | Bacteriano    | Náuseas, vómitos, dolor abdominal, postración, diarrea      | 2-24h            | 1-2días  | Cárnicos y lácteos           |
| Bacillus cereus         | Bacteriano    | Náuseas, vómito, diarrea                                    | 1-5h             | 1 día    | Granos, pastas               |
| Clostridium perfringens | Bacteriano    | Diarrea, náuseas, vómitos                                   | 10-12h           | 1 día    | Carnes                       |
| E.Coli 0157:H7          | Bacteriano    | Diarrea hemorrágica                                         | 3-4 días         | variable | Carnes, agua, lácteos        |
| Salmonella sp           | Bacteriano    | Cefalea, dolor abdominal, diarrea, náuseas, vómitos, fiebre | 12-36h           | Variable | Cárnicos, lácteos, vegetales |
| Clostridium botulinum   | Bacteriano    | Parálisis progresiva                                        | 12-36h           | Meses    | Enlatados                    |
| Listeria monocytogenes  | Bacteriano    | meningoencefalitis, septicemia                              | aprox. 3 semanas | Variable | Lácteos, vegetales           |
| Taenia saginata         | Parasitaria   | anorexia, dolor abdominal, desnutrición                     | Periodo variable | Variable | Carnes                       |
| Norovirus               | Viral         | Náuseas, vómitos diarrea, fiebre                            | 24-48h           | 24-48h   | Agua, alimentos en general   |
| Rotavirus               | Viral         | Vómitos, fiebre, diarrea                                    | 24-72h           | Días     | Agua                         |
| Hepatitis A             | Viral         | Fiebre, malestar, anorexia, molestia abdominal, ictericia   | 20-28Días        | Meses    | Agua, alimentos contaminados |

## Situación actual y legislación
De acuerdo con datos de la CDC (Centros para el Control y la Prevención de Enfermedades, en inglés: Centers for Disease Control and Prevention) de Estados Unidos, uno de cada 6 estadounidenses enferman de una enfermedad contraída por un alimento contaminado. Lamentablemente, las cifras reales de los casos a nivel mundial son desconocidas. Esto se debe a que los casos por enfermedades alimentarias son rara vez reportados en los centros hospitalarios y, por esta razón, es poco el seguimiento estadístico que se lleva sobre el tema; sin embargo, se sabe que estos casos son mayores en países menos desarrollados y con condiciones sanitarias pobres.
Actualmente existen diversas normativas que buscan evitar más casos por medio del aseguramiento de un producto inocuo, es decir, que el producto no causará ningún daño a la salud de quien lo consume. A partir de esta ideología surgen controles en todo lo que es la industria alimentaria en lo que respecta a los procesamientos de los productos. Aparece el concepto de las BPM (buenas prácticas de fabricación), BPA (buenas prácticas agrícolas) y el HACCP (análisis de peligros y de puntos críticos de control). A su vez, se crean diversas normas y certificaciones a nivel mundial como el Codex Alimentarius, algunas de las normas ISO, y las SQF, entre muchas otras.
En la actualidad, la seguridad alimentaria juega un papel importante en la vida de las personas.
Algunos de los protocolos básicos estipulados por los BPM, también llamados prerrequisitos, para la industria alimentaria son:
Por parte de los dirigentes de la empresa:
- Cumplir las mismas normativas que los trabajadores, en cuanto a praxis, dentro de las instalaciones: lavado de manos antes de entrar, cambio de uniforme y calzado de calle, guantes si van a entrar en contacto con los alimentos
- Facilitar las maquinarias y utensilios necesarios para el perfecto desarrollo de la actividad dentro de un orden higiénico sanitario. Termómetros, varios uniformes y calzados completos, productos de limpieza y desinfección, herramientas adecuadas de trabajo, neveras industriales dentro de legalidad y funcionando dentro del marco exigido con capacidad suficiente y frigorías necesarias para el perfecto almacenaje, así como lo mismo para congeladores. En cuanto a los utensilios, se refiere a aquellos que sirven para almacenar los alimentos, recipientes de plástico termo-resistentes con tapadera, lavavajillas en perfecto uso, fregaderos adecuados a la capacidad del trabajo, incluso trenes de lavado.
- Conseguir de manera artificial que la temperatura de la cocina no sea superior a 24 °C y en los sitios denominados cuartos fríos menos de 15 °C, para lo cual hay que habilitar uniformes especiales para estos trabajadores, que soporten las temperaturas del mismo sin peligro para su salud.
- Mantenimiento y reposición de maquinarias en mal estado, debido a un mal funcionamiento o por desfase legal respectivamente.
- Control de plagas adecuado.
- Control de proveedores.
- Formación adecuada para sus operarios.

Por parte de los operarios de la empresa:
- Uso adecuado del uniforme ( gabacha blanca sin bolsillos ni botones, cofia o redecilla, botas blancas)
- Lavado y desinfección de manos y botas antes del ingreso al área de procesamiento (pilas y pediluvios)
- Control y registros de registros y formularios de procesos.
- Lavado y desinfección de equipos.
- Materiales de construcción, dimensiones y distribución de las instalaciones de trabajo.
- Caracterizaciones del equipo de trabajo.
- Protocolo de ingreso de visitantes y colaboradores.
- Control de agua potable.

## Recomendaciones para prevenir casos de ETA
A diferencia de muchas otras enfermedades, las enfermedades de transmisión alimentaria, a pesar de ser de las más comunes y de mayor incidencia a nivel mundial, son las que tienen métodos de prevención más fáciles y efectivos. Dichos métodos pueden ser a nivel doméstico o bien a un nivel mucho más restrictivo como el industrial.

### Nivel doméstico
- Lavado de manos adecuado (antes de comer, después de usar el sanitario).
- Lavar bien los alimentos frescos: vegetales, frutas, hortalizas.
- Cocinar bien los alimentos antes de su consumo, en especial los productos cárnicos.
- Procurar emplear diferentes tablas de picar para cada tipo de alimento: tabla para carnes, tabla para consumo crudo (ensaladas, frutas), etc.
- No permitir el contacto entre productos crudos y cocidos para evitar la contaminación cruzada.
- Procurar un buen almacenaje de los alimentos.

### Nivel industrial

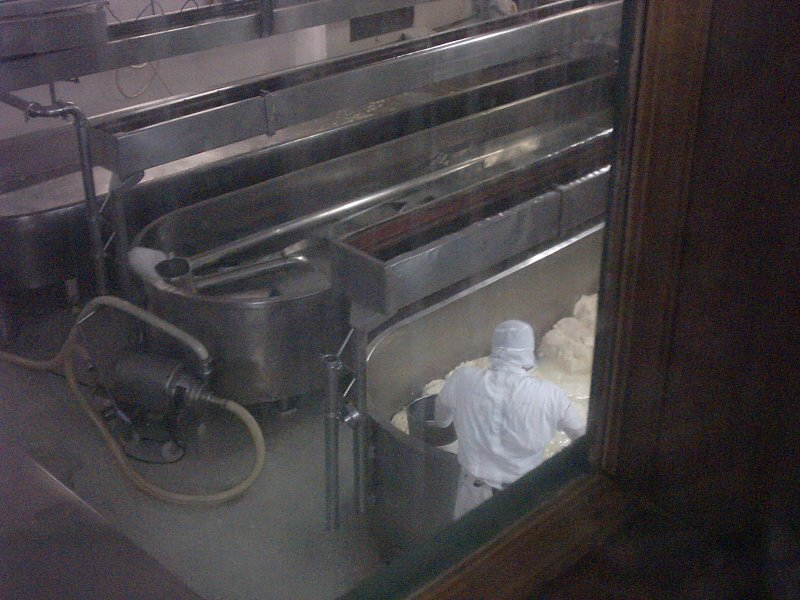
Buenas prácticas de manufactura en la línea de producción de un queso

A nivel industrial, la posible aparición de patógenos en los productos manufacturados, es prevenida con la implementación adecuada de las BPM, BPA y HACCP.
En caso de que alguno de estos llegase a fallar, se deben plantear medidas correctivas efectivas para el caso específico según el protocolo de procedimientos de la empresa. Algunas de tales acciones pueden ser:
- Reprocesamiento del producto.
- Retiro del mercado o call back.
- Destrucción definitiva del producto.

## Hábitos saludables para evitar enfermedades alimentarias
- Para evitar la obesidad, no consumir abusivamente azúcares y grasas, así como bebidas alcohólicas, que tienen un alto contenido calórico. También es recomendable practicar algún tipo de deporte o ejercicio físico.[1]
- Disminuir la ingesta de alimentos ricos en precursores del colesterol, como las carnes y quesos grasos; las grasas animales, la leche entera, los embutidos, etc., y aumentar la de pescados azules, como el atún o las sardinas, que reducen los niveles sanguíneos de colesterol.[1]
- Reducir el consumo de alimentos cocinados con aceites reutilizados y los alimentos ahumados, que contienen sustancias peligrosas para la salud que favorecen la aparición de ciertos tipos de cáncer.[1]
- Incluir productos ricos en fibra alimentaria, para estimular el movimiento intestinal, prevenir el estreñimiento y evitar el contacto prolongado de sustancias potencialmente peligrosas con la pared intestinal.[1]
- No abusar de los alimentos embutidos, porque también contienen sustancias cancerígenas.[1]
- Consumir frecuentemente alimentos vegetales (verduras y frutas), pues favorecen la eliminación de algunas sustancias cancerígenas y tóxicas.[1]
- Evitar que falten verduras, frutas, leche y, en general, alimentos crudos, pues proporcionan todas las vitaminas necesarias.[1]
- Seguir una dieta equilibrada, es decir, que aporte los tres tipos de nutrientes en la proporción adecuada.[1]
- Potenciar la autoestima y la confianza en uno mismo. Esto ayudará a resistir la presión del grupo y evitar ciertas tendencias sociales que asocian la perfección y el éxito con la delgadez excesiva.[1]
- Ingerir siempre alimentos en perfecto estado.[1]